# (204902) 2007 UB126
(204902) 2007 UB126 es un asteroide perteneciente al cinturón de asteroides, descubierto el 17 de octubre de 2007 por el equipo del Catalina Sky Survey desde el Catalina Sky Survey, Arizona, Estados Unidos.

## Designación y nombre
Designado provisionalmente como 2007 UB126.

## Características orbitales
(204902) 2007 UB126 está situado a una distancia media del Sol de 3,085 ua, pudiendo alejarse hasta 3,255 ua y acercarse hasta 2,916 ua. Su excentricidad es 0,055 y la inclinación orbital 16,456 grados. Emplea 1979,33 días en completar una órbita alrededor del Sol.

## Características físicas
La magnitud absoluta de (204902) 2007 UB126 es 15,51. 